# Чикино
Чи́кино — деревня в Гатчинском муниципальном округе Ленинградской области.

## Название
Деревня получила своё название по существовавшим здесь до конца Гражданской войны меднопрокатному заводу и усадьбе купцов братьев Ивана и Александра Ивановичей Чикиных.

## История
Предки Чикиных обосновались в этих местах в середине XIX века, взяв в аренду «медно-плющильный» заводик М. Ф. Донауровой.

ДАМИЩЕНСКИЙ — завод владельческий при реке Оредежи, число дворов — 1, число жителей: 31 м. п., 28 ж. п.;

Завод меди расковочный и плющильный. (1862 год)

Согласно материалам по статистике народного хозяйства Царскосельского уезда 1888 года имение Выра с пустошами Веряжка и Лосий Верх и заводом в селе Рождествене общей площадью 3206 десятины принадлежало купцу И. Ф. Чикину, оно было приобретено четырьмя частями с 1865 по 1882 год за 48 725 рублей. В имении находился медеплавильный и медепрокатный завод для патронной фабрики. Три дачи сдавались в аренду.
В конце XIX — начале XX века завод административно относился к Рождественской волости 2-го стана Царскосельского уезда Санкт-Петербургской губернии.
В 1913 году завод был реорганизован в «Акционерное общество Сиверских металлопрокатных заводов, бывших И. Ф. Чикина», в годы Первой мировой войны выполнял военные заказы; здесь впервые в стране было налажено производство армейских алюминиевых фляг. Медный завод упоминается на карте 1913 года, в ещё безымянном селении.
В 1918 году был национализирован, само предприятие впоследствии закрыто, а оборудование и часть рабочих переведены в Петроград на завод «Красный выборжец». С 1924 года здесь разместился Сиверский древесно-стружечный завод, располагалась Даймищенская галантерейная фабрика. Сейчас от завода остались лишь два кирпичных здания, поблизости от них сохранился постамент памятника посетившему предприятие в 1860 году императору Александру II, которого последовательно сменили Карл Маркс и И. В. Сталин.
Чикины также занимались искусственным разведением форели; рыба выращивалась в специальных прудах на Оредеже и поставлялась в столицу. В начале XX века гостями усадьбы Чикиных были такие известные люди, как писатель А. И. Куприн (он упоминал о поездке в Чикино в рассказе «Начальница тяги» (1911 г.)), певец Ф. И. Шаляпин; не раз приезжал сюда на рыбалку поэт А. Н. Майков. На месте усадьбы уцелели фрагменты парка, сохраняются пока и руины Даймищенской ГЭС, построенной на месте заводской плотины в конце 1940-х годов.
С 1917 по 1923 год в состав Лядского сельсовета Рождественской волости Детскосельского уезда входил посёлок Карловка.
С 1923 года в составе Гатчинского уезда.
С 1924 года в составе Даймищенского сельсовета.
С 1926 года вновь в составе Лядского сельсовета. Согласно данным переписи населения СССР 1926 года в посёлке Бывший Чикина (завод) Лядского сельсовета Рождественской волости Троцкого уезда проживали 116 человек, большинство русские, а также эстонцы, поляки, латыши и евреи.
С 1927 года в составе Гатчинского района.
С 1928 года вновь в составе Даймищенского сельсовета. В 1928 году население заводского посёлка, названного в справочнике административно-территориального устройства Ленинградской области Карловка, также составляло 116 человек.
По административным данным 1933 года в составе Даймищенского сельсовета Красногвардейского района числился выселок Чикино.

Посёлок Чикино на карте 1940 года

Согласно топографической карте РККА 1940 года выселок назывался «посёлок бывший Чикина» и насчитывал 25 дворов.
1 января 1950 года посёлок Карловка был переименован в посёлок Чикино.
С 1954 года в составе Рождественского сельсовета.
В 1958 году население посёлка Чикино составляло 139 человек.
По данным 1966, 1973 и 1990 годов в состав Рождественского сельсовета Гатчинского района входила деревня Чикино.
В 1997 году в деревне проживали 56 человек, в 2002 году — 27 человек (все русские),  в 2007 году — 29, в 2010 году — 52.

## География
Деревня расположена в юго-западной части района на автодороге 41К-475 (Выра — Ляды).
Расстояние до административного центра поселения, села Рождествено — 9,5 км.
Расстояние до ближайшей железнодорожной станции Сиверская — 15 км.
Деревня находится на левом берегу реки Оредеж, близ Чикинского озера.

## Демография
| 2007 | 2010 | 2011 | 2017 |
| ---- | ---- | ---- | ---- |
| 29   | ↗52  | ↘18  | ↘15  |

### Национальный состав
Согласно данным Всероссийской переписи населения 2021 года в деревне проживали 98 человек, все русские.

## Предприятия и организации
- ООО «Чикино» — деревообработка, лесоматериалы
- Охотничье-рыболовная база Московского РООиР
- Продовольственный магазин

## Транспорт
От Сиверской до Чикино можно доехать на автобусе № 502.

## Улицы
1-я линия, 2-я линия, 3-я линия, 4-я линия, 5-я линия, 6-я линия, 7-я линия, 8-я линия, 9-я линия, 10-я линия, Лесной переулок, Озёрная, Солнечная.

## Садоводства
Заозерье, Оредеж, Чикинские озёра.